# الخانق (عمد)

تعديل مصدري - تعديل

الخانق هي إحدى قرى  بمديرية عمد التابعة لمحافظة حضرموت، بلغ تعداد سكانها 61 نسمة حسب تعداد اليمن لعام 2004.